# Linfärjan Malin
Linfärjan Malin, färja 321, är en av Trafikverket Färjerederiets linfärjor. Malin byggdes på Smögens Plåt & Svetsindustri AB på Smögen och levererades 1983 för att sättas in på Bohus-Malmönleden i Bohuslän. Färjan byggdes om under åren 2004–2005 vid Ö-varvet i Öckerö och sattes därefter in på Ängöleden i Bohuslän. Under 2008 genomgick färjan mindre renoveringar vid Fridhems varv i Lysekil.

### Webbkällor
- ”Linfärjan Malin”. Trafikverket Färjerederiet. Arkiverad från originalet den 22 juli 2019. https://web.archive.org/web/20190722105921/https://www.trafikverket.se/farjerederiet/om-farjerederiet/vara-farjor/Linfarjor/Malin/. Läst 2 augusti 2024.
- ”M/S Färja 62/321”. faktaomfartyg.se. https://www.faktaomfartyg.se/farja_321_1983.htm. Läst 2 augusti 2024.